# Adrianus Zwart
Adrianus Johannes Zwart (auch Arie Zwart, Aad Zwart und AJ Zwart Rijswijk, * 30. August 1903 in Rijswijk; †  27. August 1981 in Laren) war ein niederländischer Maler und in seinem Frühwerk einer der letzten Vertreter der Haager Schule.

## Leben

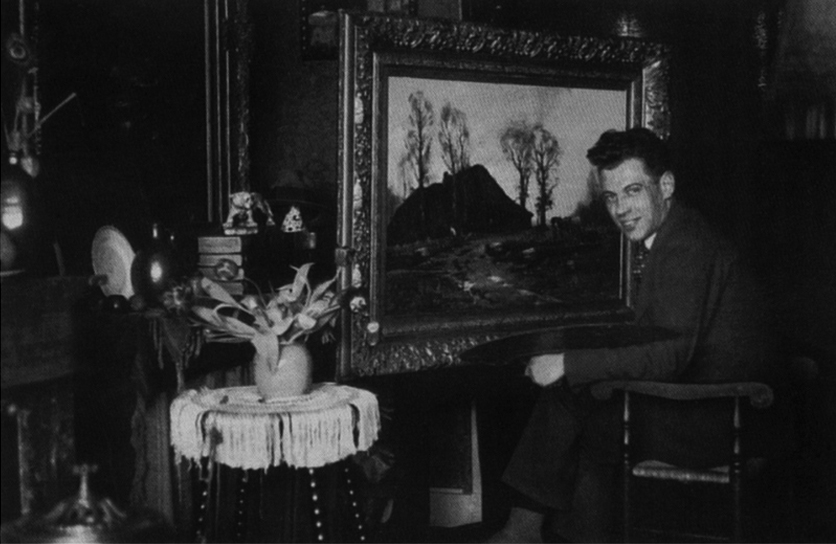
Adrianus Zwart, 1931 in seinem Atelier in der Appelstraat in Den Haag

Erst studierte Adrianus Zwart bei Otto Kriens, seine ersten Bilder datieren auf das Jahr 1915. In den Jahren 1918 und 1919 studierte er an der Koninklijke Academie van Beeldende Kunsten. In Anbetracht, dass Zwart von der Malerei noch nicht leben konnte, arbeitete er auch als Grafiker in einer Werbeagentur in Amsterdam. Ab 1926 konnte er sich vollständig der Malerei widmen und bereiste die Niederlande, ab 1933 besaß er hierzu ein Auto und ein Wohnwagen, die er für diese Aktivitäten nutzte. Nach der Geburt seines dritten Kindes 1935 wurde dieser zu klein und er entschloss sich 1936 einen alten Lastkahn zu beziehen, den er als Hausboot und Atelier ausgebaut hatte. Die Mobilität des Boots nutzte er um den Liegeplatz zu wechseln und dort zu malen. Darunter in Gorinchem, Nijmegen, Arnhem, die IJssel und Hattem, ebenso die Meuse bis nach Namur. Er überwinterte meist in Meppel.
Ab 1949 legte er die Barke permanent in Voorburg ab und reiste nun vornehmlich ins Ausland. 1962 legte er die Barke am Singel canal in Woerden an, wo er mit seiner Familie wohnte. Adrianus Zwart hatte drei Kinder. Ab 1974 wohnte er bis zu seinem Tod im Künstlerhaus Rosa Spier Huis, wo er 1981 starb.
In Deutschland wurden die Werke von Adrianus Zwart durch die Galerie Wissing in Bocholt geführt.

## Werk
Adrianus Zwart gehörte der Haager Schule an und war in seiner Rijswijk-Epoche ein typischer Vertreter der niederländischen Malerei, wie sie bis Mitte des 20. Jahrhunderts existierte. Nicht nur die Malweise, sondern auch die Motive des ländlichen Lebens der Niederlande waren im Schwinden, sodass die gezeigten Interieure von Küchen, Wohnräumen und Ställen zu den letzten gehört haben dürften. Bei den Landschaften war Zwart hingegen eher ein Vertreter der französischen Plein-Air-Malerei, was sich in seinen ausgedehnten Reisen ins Ausland fortsetzte. Hatte Zwart schon die gedämpften dunklen Farben um farbliche Akzente ergänzt, weicht die niederländische Farbgebung hier vollends einer starken Farbgebung.

## Werke (Auswahl)
- Houthakkers in herfstlandschap
- Stal te friesem, 51 × 50 cm, 1947

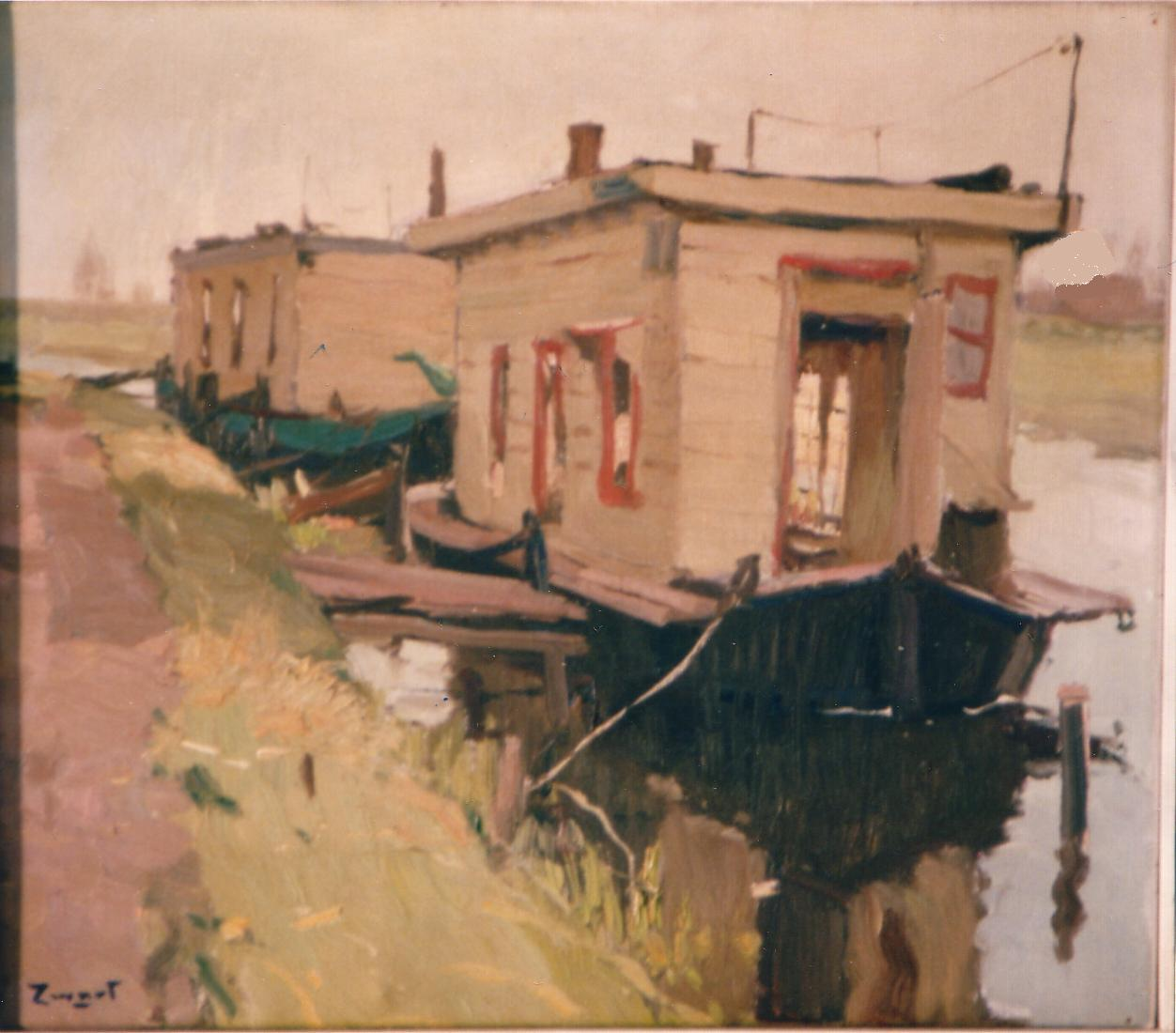
Wohnboote auf einem Gemälde von Zwart

- Huisjes te Rijswijk: houses along a canal, 51 × 71 cm, 1948[1]
- Boeren interieur, 70 × 60 cm[2]
- Visserswoning te Wierdum, 70 × 60 cm[2]
- Rode stoel in de trekschuit
- Bauerngehöft in Herbstfarben, 80 × 41cm
- Het Dorp Dwigeloo
- Hoorn, 57 × 71 cm
- De baai van San Tropez, Zuid-Frankrijk 40 × 80 cm[3]
- Zyklus Brabantische Küchen (Oud Brabants Interieur/Bauernstube in Brabant)
- Kooltuintje, 31 × 40 cm[4]

## Ausstellungen
- 1939 Kunstzalen Gebroeders Koch, Rotterdam
- 1940 Kunsthandel Van Deventer, Den Haag
- 1941 Kunstzaal Gebroeders Koch, Den Haag
- 1942 Kunstzaal Kok, Zwolle
- 1942 Kunsthandel 't Schildershuys, Amsterdam
- 1946 Gebroeders Koch, Den Haag
- 1955 Panorama Mesdag, Den Haag
- 1961 Kunstzaal Dame, Den Haag
- 1963 Gemeentemuseum Woerden, Woerden
- 1963 Kunstzaal Polder, Den Haag

- 1999 Museum Rijswijk (Retrospektive)
- 2005 Stedelijk Museum, Zwolle (Retrospektive)